# 1. deild islandzka w piłce nożnej (1979)
Sezon 1979 był 68. sezonem o mistrzostwo Islandii. Drużyna Valur nie obroniła tytułu mistrzowskiego, zdobył go natomiast zespół ÍB Vestmannaeyja, zdobywając dwadzieścia cztery punkty w osiemnastu meczach. Po sezonie spadły zespoły KA Akureyri i Haukar.

## Drużyny
Po sezonie 1978 z ligi spadły zespoły FH i Breiðablik, z 2. deild awansowały natomiast drużyny KR i Haukar.
| Uczestnicy poprzedniej edycji                                                                                 | Uczestnicy poprzedniej edycji | Uczestnicy poprzedniej edycji | Uczestnicy poprzedniej edycji |
| --- | ----------------------------- | ----------------------------- | ----------------------------- |
| VAL | Valur                         | 1                             |                               |
| ÍA | Akraness                      | 2                             |                               |
| ÍBK | Keflavík                      | 3                             |                               |
| ÍBV | ÍB Vestmannaeyja              | 4                             |                               |
| VÍR | Víkingur Reykjavík            | 5                             |                               |
| FRA | Fram                          | 6                             |                               |
| ÞRR | Þróttur Reykjavík             | 7                             |                               |
| KA | KA Akureyri                   | 8                             |                               |
| Awans z 2. deild                                                                                              |                               |                               |                               |
| KRE | KR                            | 1                             |                               |
| HAU | Haukar                        | 2                             |                               |
| Oznaczenia: - kolumna pierwsza – skróty nazw drużyn, - kolumna trzecia – miejsce zajęte w poprzednim sezonie. |                               |                               |                               |

## Tabela
| Lp. | Drużyna              | M  | Z  | R | P  | Bramki | Bramki | Różn. | Pkt | Uwagi                                    |
| --- | -------------------- | -- | -- | - | -- | ------ | ------ | ----- | --- | ---------------------------------------- |
| 1   | ÍB Vestmannaeyja (M) | 18 | 10 | 4 | 4  | 26     | 13     | +13   | 24  | Puchar Europy • I runda                  |
| 2   | Akraness             | 18 | 10 | 3 | 5  | 27     | 17     | +10   | 23  | Puchar UEFA • 1/32 finału                |
| 3   | Valur                | 18 | 9  | 5 | 4  | 35     | 22     | +13   | 23  |                                          |
| 4   | Keflavík             | 18 | 8  | 6 | 4  | 26     | 18     | +8    | 22  |                                          |
| 5   | KR                   | 18 | 9  | 4 | 5  | 29     | 24     | +5    | 22  |                                          |
| 6   | Fram                 | 18 | 4  | 9 | 5  | 25     | 23     | +2    | 17  | Puchar Zdobywców Pucharów • 1/16 finału1 |
| 7   | Víkingur Reykjavík   | 18 | 6  | 4 | 8  | 26     | 25     | +1    | 16  |                                          |
| 8   | Þróttur Reykjavík    | 18 | 6  | 4 | 8  | 27     | 31     | −4    | 16  |                                          |
| 9   | KA Akureyri (S)      | 18 | 3  | 6 | 9  | 21     | 36     | −15   | 12  | Spadek do 2. deild                       |
| 10  | Haukar (S)           | 18 | 1  | 3 | 14 | 12     | 45     | −33   | 5   | Spadek do 2. deild                       |

## Wyniki
| Gospodarz \ Gość   | ÍA  | FRA | HAU | KA  | KRE | ÍBK | VAL | ÍBV | VÍR | ÞRR |
| Akraness           |     | 0:0 | 1:0 | 3:2 | 2:0 | 1:0 | 3:2 | 0:2 | 1:0 | 4:0 |
| Fram               | 1:1 |     | 3:0 | 1:1 | 0:2 | 4:0 | 1:1 | 1:1 | 1:5 | 0:1 |
| Haukar             | 2:1 | 1:1 |     | 2:2 | 0:1 | 0:0 | 0:3 | 0:1 | 1:3 | 1:5 |
| KA Akureyri        | 2:4 | 1:1 | 3:1 |     | 1:1 | 0:0 | 1:1 | 1:0 | 3:1 | 0:2 |
| KR                 | 1:3 | 3:2 | 4:1 | 4:2 |     | 3:2 | 1:1 | 2:2 | 1:0 | 1:1 |
| Keflavík           | 0:0 | 2:1 | 1:1 | 4:1 | 1:0 |     | 0:3 | 3:1 | 4:0 | 1:1 |
| Valur              | 2:1 | 3:2 | 3:0 | 5:1 | 1:0 | 1:2 |     | 0:2 | 3:3 | 3:1 |
| ÍB Vestmannaeyja   | 1:0 | 0:2 | 4:0 | 3:0 | 0:2 | 0:0 | 2:0 |     | 1:1 | 3:1 |
| Víkingur Reykjavík | 1:0 | 1:3 | 3:0 | 4:0 | 0:2 | 1:2 | 0:0 | 0:1 |     | 2:1 |
| Þróttur Reykjavík  | 1:2 | 1:1 | 3:2 | 1:0 | 5:1 | 0:4 | 2:3 | 0:2 | 1:1 |     |

Źródło:  (ang.)
Objaśnienia:
1Drużyna gospodarzy jest wymieniona po lewej stronie tabeli.
Kolory: zielony – zwycięstwo gospodarzy, żółty – remis, różowy – zwycięstwo gości.

## Baraż o Puchar UEFA
Z uwagi na równą liczbę punktów o przyznaniu miejsca w Pucharze UEFA zadecydował dodatkowy mecz pomiędzy drugą i trzecią drużyną w tabeli. Pierwsze spotkanie zakończyło się remisem, natomiast drugie wygrał zespół z Akranesu, zapewniając sobie tym samym miejsce w 1/32 finału Pucharu UEFA w sezonie 1980/81.
| 28 września 1979 | Valur | 0:0Raport | Akraness | Laugardalsvöllur, Reykjavík |
|                  |       |           |          |                             |

| 2 października 1979 | Akraness | 3:1Raport | Valur | Laugardalsvöllur, Reykjavík |
|                     |          |           |       |                             |

## Najlepsi strzelcy
| Bramki | Strzelcy              | Drużyna            |
| ------ | --------------------- | ------------------ |
| 10     | Sigurlás Þorleifsson  | Víkingur Reykjavík |
| 9      | Steinar Jóhannsson    | Keflavík           |
| 8      | Sigþór Ómarsson       | Akraness           |
| 8      | Jón Oddsson           | KR                 |
| 8      | Atli Eðvaldsson       | Valur              |
| 8      | Ingi Björn Albertsson | Valur              |
| 7      | Pétur Ormslev         | Fram               |
| 7      | Sveinbjörn Hákonarson | Akraness           |